# Клерфужер
Клерфужер (фр. Clairefougère) насеље је и општина у северној Француској у региону Доња Нормандија, у департману Орн која припада префектури Аржантан.
По подацима из 2011. године у општини је живело 136 становника, а густина насељености је износила 41,46 становника/km². Општина се простире на површини од 3,28 km². Налази се на средњој надморској висини од 149 метара (максималној 211 m, а минималној 129 m).

## Демографија
| 1962. | 1968. | 1975. | 1982. | 1990. | 1999. | 2011. |
| ----- | ----- | ----- | ----- | ----- | ----- | ----- |
| 105   | 132   | 106   | 112   | 104   | 84    | 136   |

График промене броја становника у току последњих година